# Saint-Laurent-des-Mortiers
Saint-Laurent-des-Mortiers és un municipi francès situat al departament de Mayenne i a la regió de País del Loira. L'any 2007 tenia 197 habitants.

## Demografia

### Població
El 2007 la població de fet de Saint-Laurent-des-Mortiers era de 197 persones. Hi havia 76 famílies de les quals 20 eren unipersonals (12 homes vivint sols i 8 dones vivint soles), 28 parelles sense fills, 20 parelles amb fills i 8 famílies monoparentals amb fills.
La població ha evolucionat segons el següent gràfic:
Habitants censats

### Habitatges
El 2007 hi havia 103 habitatges, 79 eren l'habitatge principal de la família, 10 eren segones residències i 14 estaven desocupats. Tots els 103 habitatges eren cases. Dels 79 habitatges principals, 59 estaven ocupats pels seus propietaris, 17 estaven llogats i ocupats pels llogaters i 3 estaven cedits a títol gratuït; 2 tenien una cambra, 8 en tenien dues, 10 en tenien tres, 16 en tenien quatre i 43 en tenien cinc o més. 60 habitatges disposaven pel capbaix d'una plaça de pàrquing. A 37 habitatges hi havia un automòbil i a 33 n'hi havia dos o més.

### Piràmide de població
La piràmide de població per edats i sexe el 2009 era:
| Homes | Edats   | Dones |
| ----- | ------- | ----- |
| 0     | 95 o +  | 0     |
| 0     | 90 a 94 | 0     |
| 4     | 85 a 89 | 4     |
| 4     | 80 a 84 | 0     |
| 0     | 75 a 79 | 8     |
| 8     | 70 a 74 | 4     |
| 8     | 65 a 69 | 4     |
| 0     | 60 a 64 | 4     |
| 4     | 55 a 59 | 0     |
| 0     | 50 a 54 | 4     |
| 16    | 45 a 49 | 4     |
| 12    | 40 a 44 | 8     |
| 8     | 35 a 39 | 8     |
| 8     | 30 a 34 | 8     |
| 4     | 25 a 29 | 0     |
| 20    | 20 a 24 | 4     |
| 4     | 15 a 19 | 20    |
| 0     | 10 a 14 | 8     |
| 4     | 5 a 9   | 4     |
| 4     | 0 a 4   | 8     |

## Economia
El 2007 la població en edat de treballar era de 123 persones, 81 eren actives i 42 eren inactives. De les 81 persones actives 77 estaven ocupades (42 homes i 35 dones) i 4 estaven aturades (1 home i 3 dones). De les 42 persones inactives 13 estaven jubilades, 15 estaven estudiant i 14 estaven classificades com a «altres inactius».

### Ingressos
El 2009 a Saint-Laurent-des-Mortiers hi havia 80 unitats fiscals que integraven 198,5 persones, la mediana anual d'ingressos fiscals per persona era de 14.231 €.

### Activitats econòmiques
Dels 7 establiments que hi havia el 2007, 1 era d'una empresa de fabricació d'altres productes industrials, 2 d'empreses de construcció, 1 d'una empresa de comerç i reparació d'automòbils, 1 d'una empresa financera i 2 d'empreses de serveis.
Dels 2 establiments de servei als particulars que hi havia el 2009, 1 era un guixaire pintor i 1 electricista.
L'únic establiment comercial que hi havia el 2009 era una botiga d'equipament de la llar.
L'any 2000 a Saint-Laurent-des-Mortiers hi havia 22 explotacions agrícoles que ocupaven un total de 825 hectàrees.

## Poblacions més properes
El següent diagrama mostra les poblacions més properes.